# Răzvan Oaidă
Răzvan Constantin Oaidă (sinh ngày 2 tháng 3 năm 1998) là một cầu thủ bóng đá người România thi đấu cho Botoșani ở vị trí tiền vệ.